# José Fernando de Baviera
José Fernando de Baviera (Viena, 28 de octubre de 1692 - Bruselas, 6 de febrero de 1699), príncipe elector de Baviera y heredero de todos los reinos, estados y señoríos de la Monarquía Hispánica desde 1696, por testamento del rey Carlos II de España, hasta su muerte en 1699.

## Biografía
El príncipe José Fernando nació en Viena el 28 de octubre de 1692, hijo del duque-elector Maximiliano II Manuel de Baviera y de la archiduquesa María Antonia de Austria, única hija superviviente del emperador Leopoldo I y su primera esposa, la infanta Margarita Teresa de Austria. Era, por tanto, bisnieto del rey Felipe IV de España y de su segunda mujer, la reina Mariana de Austria, y sobrino nieto del rey Carlos II de España. 
Poco tiempo después de su nacimiento (24 de diciembre) su madre moría como consecuencia de una mala recuperación del parto. El pequeño príncipe quedó entonces a cargo de su abuelo el emperador Leopoldo I, pues su padre se encontraba en Bruselas donde ejercía como gobernador de los Países Bajos españoles desde marzo de 1692
El 2 de mayo de 1693 José Fernando, acompañado por la antigua casa de su madre, dejaba Viena rumbo a Múnich, a donde llegó el 2 o 3 de junio.
El príncipe elector había venido al mundo en medio de las angustias por conseguir un heredero para la Monarquía Hispánica: Carlos II, tras la muerte de su primera esposa, la reina María Luisa de Orleans, había contraído segundas nupcias con la hija del elector palatino y hermana de la tercera mujer del emperador Leopoldo I, Mariana de Neoburgo, con el objetivo de conseguir el hijo y heredero que en sus dos primeros matrimonios no había podido conseguir.
Mujer intrigante, ambiciosa y de fuerte carácter, Mariana de Neoburgo llegó a Madrid en la primavera de 1690, comenzando a ejercer su influencia sobre el rey tras la destitución del conde de Oropesa, presidente del Consejo de Castilla y primer ministro del rey, y de Manuel de Lira, secretario de Estado y mano derecha del anterior, en 1691. A partir de ese momento, la reina consorte, apoyándose en su camarilla alemana, inició un período de intento de monopolización de la voluntad regia, lo que creó una gran división en la corte entre partidarios y detractores. Mientras tanto, subsistía el problema sucesorio, pues parecía ya evidente la imposibilidad del rey para engendrar un heredero.

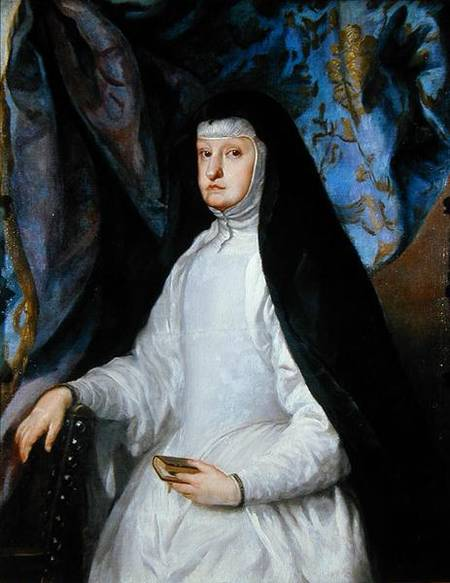
La reina madre Mariana de Austria, principal valedora de los derechos sucesorios de su bisnieto José Fernando. Retrato de Claudio Coello (c. 1685-1693).

La reina madre Mariana de Austria no aprobó los comportamientos de este grupo cortesano liderado por su nuera, por lo que intentó contrarrestar el poder que esta ejercía sobre su hijo. Un primer enfrentamiento entre ambas reinas (madre y consorte) tuvo lugar con ocasión de la elección del gobernador de los Países Bajos, en el que ambas lucharon por imponer a sus respectivos candidatos. En esa contienda, la reina madre salió finalmente victoriosa al conseguir el puesto para Maximiliano Manuel (nombrado por Carlos II gobernador de aquellos estados por real decreto de 26 de diciembre de 1691), su querido elector de Baviera y esposo de su nieta María Antonia, padres ambos del príncipe José Fernando. Además, la llegada al mundo poco después del príncipe Elector llenó de gozo a la reina madre al tiempo que abría un nuevo frente por la sucesión: José Fernando fue considerado por Mariana de Austria como el heredero directo de la Monarquía Hispánica, pues estaba convencida de que su hijo nunca podría concebir.
La causa bávara, liderada por la reina madre, encontró numerosos adeptos entre los nobles descontentos con la camarilla alemana de Mariana de Neoburgo. Poco a poco los cortesanos fueron desencantándose de la sucesión imperial, ya que la reina consorte estaba desprestigiando al grupo alemán con sus modos inadecuados y su imprudencia política. Con el nuevo heredero varón, la reina madre cumplía su sueño: el nacimiento de un bisnieto que podía garantizar la presencia de su sangre en el trono de la monarquía. Su abuelo y hermano de la reina Mariana, el emperador Leopoldo I, no recibió, sin embargo, la noticia del nacimiento de José Fernando con la misma alegría. Su nieto era un claro competidor en la jugosa herencia de Carlos II, por lo que buscó diversas estrategias para limitar sus derechos sucesorios: en el lecho de muerte, el emperador Leopoldo I obligó a su hija María Antonia (madre del príncipe elector) a renunciar a sus derechos sucesorios con el fin de limitar los poderes del recién nacido, acto que enervó a Mariana que, desconsolada por la muerte de su nieta, decidió apoyar la causa bávara hasta el final.
A partir de estos hechos se inició una auténtica guerra entre las dos Marianas, la reina madre y la consorte. El período comprendido entre 1693 y 1696 (año de la muerte de la reina madre) fueron años de tensión política permanente y de intrigas políticas emanadas de la enemistad de las dos reinas. Fueron momentos de luchas de poder que sellaron el inicio del desprestigio progresivo del partido alemán en la corte de Madrid. La camarilla alemana articulada en torno a la reina consorte se ganó los odios de la nobleza, abriendo fisuras insalvables en la facción imperial. En 1695 se llegó a elevar una consulta al Consejo de Estado para acabar definitivamente con sus miembros más relevantes: Wiser, el secretario de la reina; la Berlips, su camarera mayor, amiga y confidente, y su confesor, el padre Gabriel de Chiusa. El cardenal Portocarrero y el conde de Monterrey, cabezas junto a la reina madre del partido bávaro, suscribieron sus votos a favor de la expulsión de esta tríada de personajes. Según circulaba por la corte, existía una conjura bávara que pretendía encerrar a la reina consorte y traer a Madrid al príncipe José Fernando, para colocarle en el trono bajo la regencia de la reina madre; principal valedora de sus derechos.

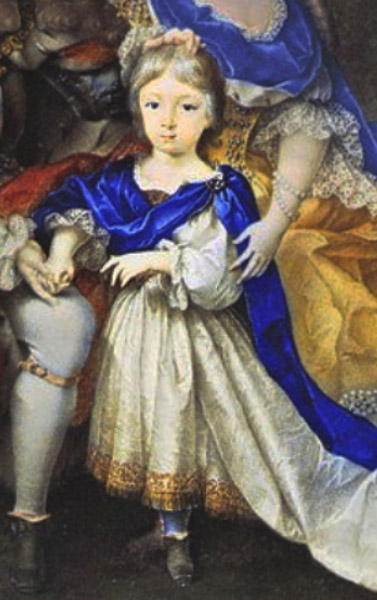
El príncipe elector José Fernando de Baviera (c. 1692).

El secretario Wiser fue finalmente expulsado, hecho que ayudó a calmar los ánimos pero que en ningún momento logró acabar con la famosa camarilla política, que siguió actuando bajo los designios y caprichos de la consorte. Las malas relaciones de la reina con los distintos embajadores imperiales: Lobkowitz, Fernando Buenaventura de Harrach y su hijo Aloisio, junto con el escaso entendimiento de esta con el emperador Leopoldo I, causaron un daño irreparable a la facción imperial, revirtiendo en beneficio del grupo de poder bávaro dirigido por la reina madre Mariana de Austria y respaldado por aristócratas y ministros tan importantes como el cardenal Portocarrero, el duque de Montalto, el marqués de los Balbases o el conde de Oropesa.

### El "partido bávaro" tras la muerte de la reina Mariana de Austria
Mariana de Austria falleció el 16 de mayo de 1696 víctima de un cáncer de pecho. Su triunfo póstumo fue el testamento que suscribió su hijo Carlos II en septiembre de 1696 decretando heredero universal de la monarquía a su sobrino nieto José Fernando de Baviera.
La opción sucesoria del partido bávaro rompía con los austríaco-palatinos pero no con los príncipes alemanes (eje de Baviera), lo que suponía una buena estratagema para derrotar a la reina Neoburgo y a su grupo proimperial. De hecho entre los principales defensores de tal postura se encontraban importantes germanófilos del antiguo partido de la reina madre: el marqués de los Vélez, el marqués de Astorga, el duque de Osuna, el duque de Pastrana, y antiguos juanistas como el duque de Alba. Por lo tanto, la propuesta de sucesión bávara era el resultado de un movimiento político de profundo calado a partir del cual se restructuraron los partidos y se resituaron sus miembros.
Carlos II pasó todo su reinado con problemas de salud, pero su situación se empeoró realmente a partir de 1693. El 13 de junio de 1696 el estado de salud del rey se volvió tan grave que el Consejo de Estado se reunió de urgencia para llegar a un acuerdo sobre la sucesión y redactar un testamento. Al mismo tiempo se redoblaba la propaganda en contra de la reina Mariana de Neoburgo, que también había caído enferma el 14 de agosto, y contra su camarilla.
En el Consejo de Estado de ese 13 de junio de 1696 fue tomando cuerpo una posición intermedia entre la sucesión francesa y la imperial, en la que el príncipe José Fernando se postuló como el candidato más idóneo para la sucesión. Al final se redactó un testamento en el que se declaraba sucesor al príncipe elector.
En septiembre de ese mismo año Carlos II tuvo una grave recaída que hizo pensar a toda la corte que se moría, por lo que el Consejo de Estado se reunió de urgencia resolviendo obligar al rey a firmar el testamento de junio. Mientras en las cercanías de palacio se habían formado grandes tumultos. El rey, que parecía haber recuperado la salud, tuvo una nueva recaída el 9 de octubre, por lo que el Consejo de Estado volvió a reunirse. En dicha reunión los bavieristas consiguieron sacar adelante el testamento de junio y al concluir el Consejo el cardenal Portocarrero entró en la cámara del rey y le obligó a firmar nuevamente aquel testamento. Ante tal situación Mariana de Neoburgo se había preparado para salir de palacio pero la multitud congregada a las puertas se lo impidió a base de pedradas. Entre tanto, la situación de los austracistas en el Consejo de Estado empeoró de manera notable: el cardenal Portocarrero había conseguido imponer el testamento a favor del príncipe electoral de Baviera y solo el almirante de Castilla, el condestable y tres consejeros apoyaban al archiduque Carlos.
Ante la minoría de edad de José Fernando el testamento instituía una Junta de Regencia similar a la establecida por Felipe IV para apoyar a Mariana de Austria durante la minoridad de Carlos II. Esta Junta tendría que gobernar hasta que el nuevo heredero alcanzase la mayoría. La junta estaría encabezada por el cardenal Portocarrero que sería regente gobernador con muy amplios poderes, pretendiéndose así evitar los problemas que habían marcado la minoría de Carlos II.

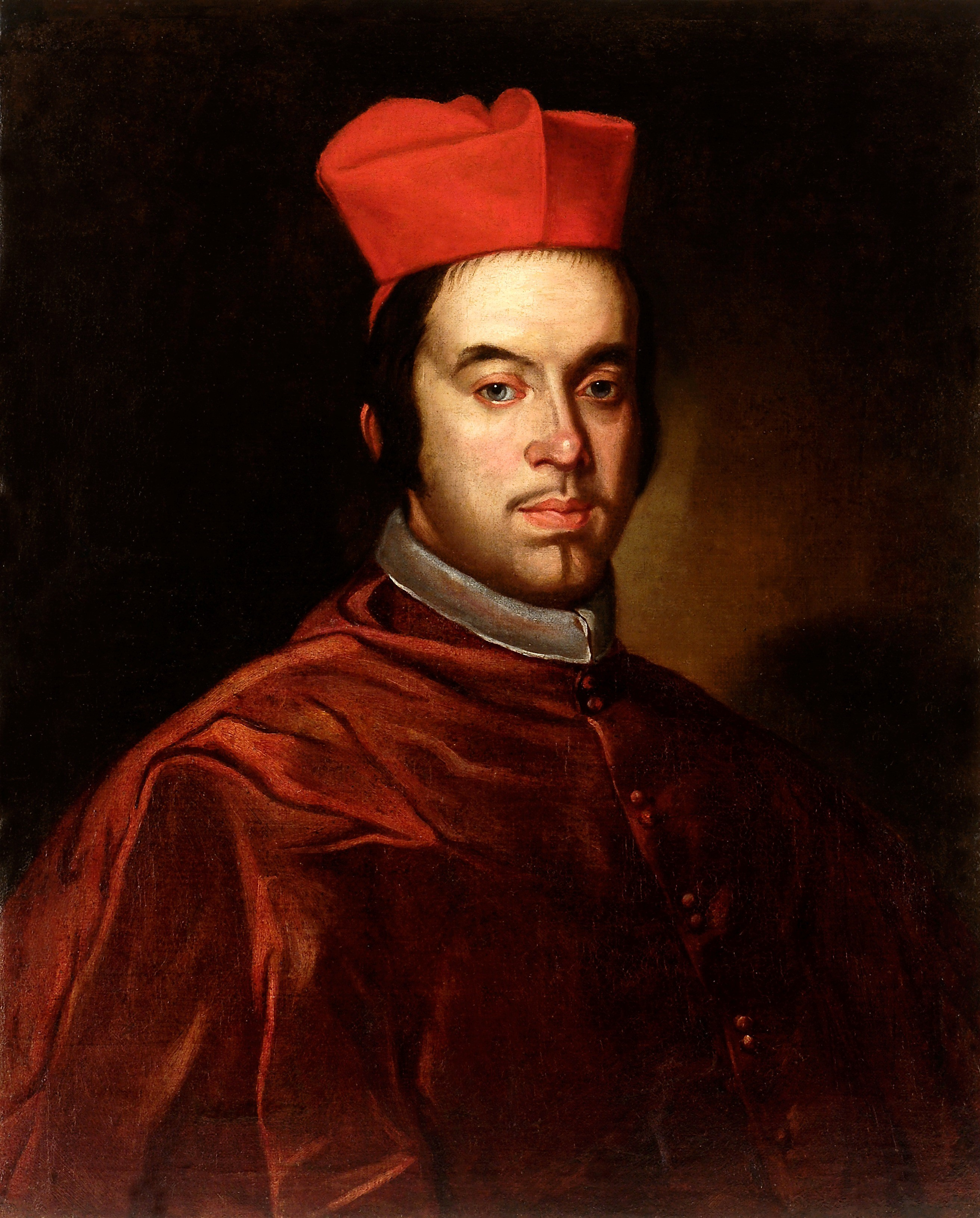
El cardenal Portocarrero, cabeza del partido bávaro.

La defensa a ultranza de la candidatura bávara por parte del cardenal Portocarrero, convertido en uno de los políticos claves de los últimos años del reinado de Carlos II, parece que fue la apuesta por una vía intermedia entre Austrias y Borbones que evitase la guerra, así como una fractura interna española y el mantenimiento del statu quo europeo y la conservación de la monarquía española. Además, el cardenal tenía intención de liberar a Carlos II del influjo de su esposa llevándole a Toledo, donde podría aislarle e inclinar sus resoluciones contra los austracistas y en favor de expulsar a la reina y su camarilla, así como convocar unas Cortes Generales que ratificasen el Testamento.
El viaje del rey a Toledo se retrasó hasta el otoño de 1697, cuando Carlos II se trasladó finalmente a la ciudad imperial pero acompañado de Mariana de Neoburgo. Esta y el embajador imperial Harrach convencieron finalmente al rey para que no celebrase unas Cortes Generales. Es más, la reina pretendía, con la ayuda de su primo Jorge de Darmstadt, que por entonces ejercía como virrey de Cataluña, traer a España al archiduque Carlos y así llevar a cabo un golpe de Estado que depusiese al cardenal Portocarrero. Para llevar a cabo tales planes, lo primero que hizo Darmstadt al ser nombrado virrey, fue traer más tropas alemanas al Principado lo cual suponía incrementar la presión sobre la corte, el rey, el primado, el partido bávaro y los francófilos. No obstante, el golpe fue paralizado por el propio embajador imperial Harrach pues se pensaba que la llegada del archiduque solo crearía una mayor tensión que no haría sino perjudicar sus propios intereses. Al final, todo seguía dependiendo de la salud de Carlos II: mientras él viviese la situación se limitaría a movimientos de tropas y tanteos mutuos entre los diferentes bandos.
En estas circunstancias se formó un nuevo gobierno de concentración en torno al cardenal-primado cuya principal premisa fue la paz con Francia, concretada en el Tratado de Ryswick (firmado en septiembre de 1697), de ahí que el partido bávaro fuese conocido también como el "partido de la paz". La firma de este tratado supuso un nuevo orden en Europa así como el reconocimiento de la total postración de la Monarquía Hispánica frente a la Francia de Luis XIV.
A principios de 1698 el desgaste económico y político de la Monarquía era enorme. Esta situación hacía esencial la designación de un sucesor, es decir, reafirmar el "testamento bávaro". Con tal objetivo el cardenal Portocarrero, el duque de Montalto y el conde de Monterrey, intentaron traer al conde de Oropesa de su destierro y aislar de nuevo al rey en Toledo. Además, Portocarrero presentó a Carlos II un nuevo informe del Consejo de Estado favorable a la sucesión bávara. Aun así el monarca quiso consultar con el papa Inocencio XII cuyo parecer también fue favorable a Baviera. Puesto en tales circunstancias el rey reafirmó el testamento:

Declaro por mi legítimo sucesor en todos mis Reinos, Estados y Señoríos al Príncipe Electoral Joseph Maximiliano, hijo único de la Archiduquesa María Antonia, mi sobrina, y del Elector Duque de Baviera, hija también única que fue de la Emperatriz Margarita, mi hermana, que casó con el Emperador, mi tío, primera llamada a la sucesión de todos mis Reinos por el testamento del Rey mi señor y mi padre, por las leyes de ellos; supuesta, como dicho es, la exclusión de la Reina de Francia mi hermana; por lo cual el dicho Príncipe Electoral Joseph Maximiliano como único heredero de este derecho, varón más propíncuo a mí y de la más inmediata línea, es mi legítimo sucesor en todos ellos...
Testamento del Rey Don Carlos II

Se trataba de una sucesión en Baviera, la cual sería aceptada por las potencias europeas dado que no hacía variar la situación política y militar de Europa tras Ryswick y daba solución a la inestabilidad política de la monarquía.

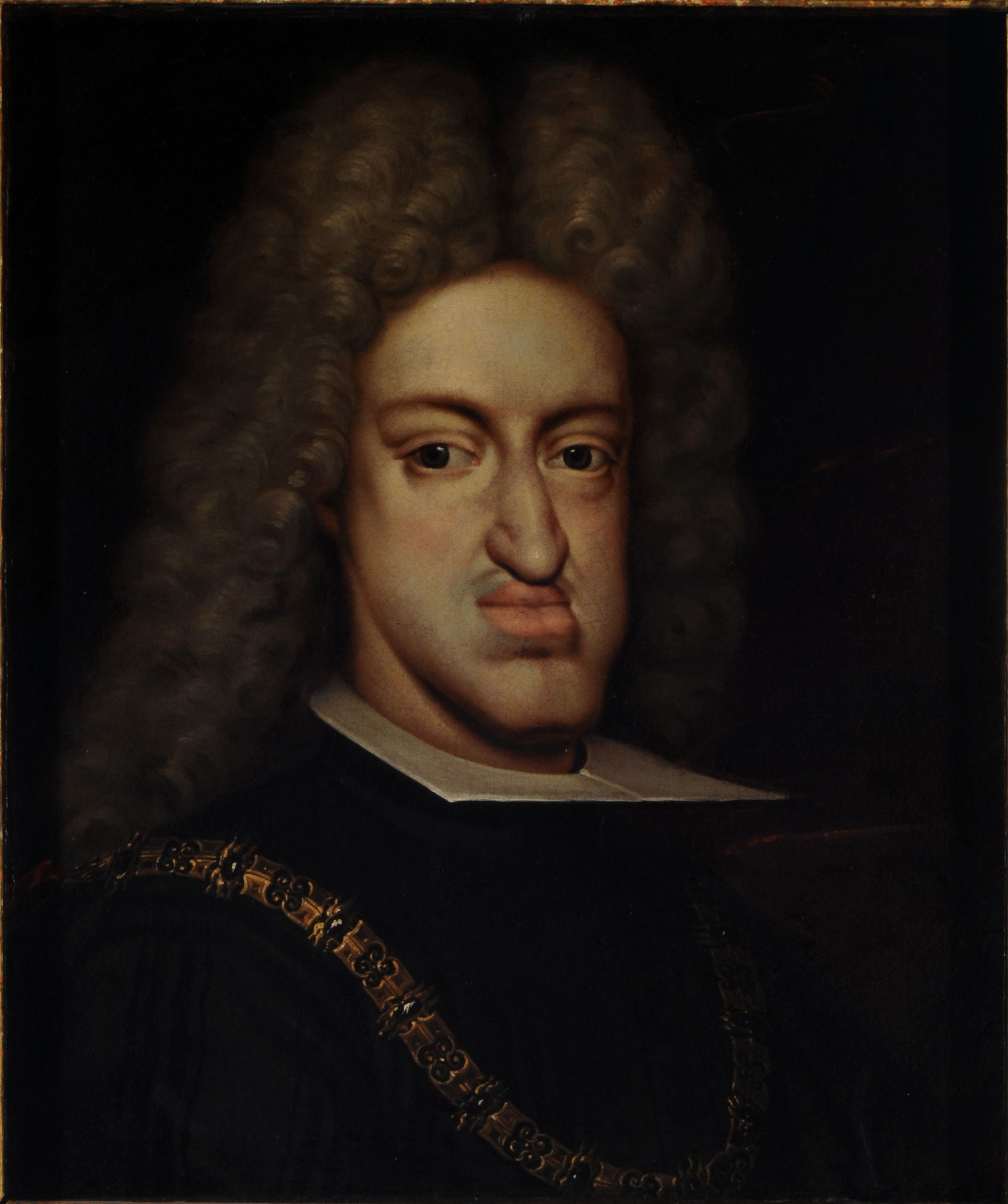
Retrato del rey Carlos II (h. 1698.)

Mariana de Neoburgo y Darmstadt reaccionaron contra el testamento sacando de Cataluña tropas alemanas que fueron enviadas a Toledo y Madrid, al tiempo que el landgrave se preparó para salir de Barcelona con sus tropas. Por su parte el embajador francés Harcourt reunió a los 6000 soldados que tenía en Madrid presto a intervenir.
Mientras todo esto sucedía en la corte, Maximiliano Manuel de Baviera mandó venir a su hijo a Bruselas con la intención de que los Estados de Flandes le prestasen juramento en caso de muerte de Carlos II. José Fernando llegaba a la capital flamenca el 23 de mayo de 1698.
Por su parte Luis XIV acordó en La Haya con las potencias marítimas el reparto de la Corona Española en caso de muerte de Carlos II: dicho tratado fue firmado con Inglaterra el 8 de septiembre y con las Provincias Unidas el 11 de octubre. El reparto se realizaría del siguiente modo: los reinos peninsulares, a excepción de Guipúzcoa, más las Indias serían para el príncipe José Fernando (artículo 5°); el archiduque Carlos recibiría el Milanesado (artículo 6°); mientras que el delfín de Francia quedaría en posesión de los reinos de Nápoles y Sicilia, así como de los Presidios de Toscana y el Marquesado de Finale (artículo 4°).
Sin embargo, los planes políticos que unos y otros tenían en torno a José Fernando se vieron frustrados: el príncipe elector fallecía el 6 de febrero de 1699 a la edad de 6 años, con lo que la sucesión española quedaba otra vez abierta. Su muerte fue absolutamente repentina: sin razón aparente comenzaron a surgir en el pequeño José Fernando ataques de epilepsia, vómitos y pérdidas prolongadas de conocimiento. Pronto comenzaron a surgir rumores de envenenamiento, aunque nunca se pudo confirmar nada.

### Consecuencias de su muerte
Dejando aparte las causas de la muerte del príncipe José Fernando, para la Monarquía Hispánica la cuestión central era que la vía intermedia entre Austrias y Borbones ya no era posible. Todo ello coincidía con una fase alcista en los precios de los alimentos, descontento general y protestas en Madrid. Además, desde las diversas cortes europeas se veía peligrar el sistema de equilibrios resultante del Tratado de Ryswick.
Por otra parte, la muerte de José Fernando llevó a las potencias signatarias del anterior tratado de partición a suscribir un nuevo tratado muy similar al anterior pero con tres variantes sustanciales: la Corona de España, las Indias y los Países Bajos serían para el archiduque Carlos; el Milanesado pasaría al duque de Lorena, cuyo ducado se integraría en Francia; mientras que al príncipe de Vaudémont, familiar del duque de Lorena y que por entonces ejercía como gobernador del Estado de Milán, se le compensaría con el condado de Bistch. Así, pues, en este último tratado de reparto, convenido en Londres el 11 de junio de 1699 y firmado en esa misma ciudad el 3 de marzo y en La Haya el 25 de marzo de 1700, Luis XIV redondearía el hexágono francés con la incorporación de Lorena, tendría las llaves del Mediterráneo al enseñorearse de casi toda la Italia española, que sería cedida a su hijo, el gran delfín, y mantendría una estratégica cabeza de puente en la península ibérica al hacerse dueño de Guipúzcoa.
Evidentemente estos tratados de partición, que solo pretendían apuntalar la hegemonía europea de Luis XIV, carecían de ninguna validez para el gobierno español y para la Casa de Austria en general: el emperador Leopoldo I consideró inaceptables tales imposiciones ya que consideraba, que en caso de extinción de la rama española de la Casa de Austria, su dinastía era la heredera legítima de la monarquía española. Por su parte, los gobernantes españoles, empezando por el propio Carlos II, contemplaron estupefactos la imposición de un reparto de la Monarquía Católica sin la menor oportunidad de intervención. En estas circunstancias el cardenal Portocarrero decidió dar un golpe de Estado con los siguientes objetivos: desbaratar la sucesión-reparto que las potencias pretendían imponer a España e instaurar un gobierno fuerte con una única voz que evitase las luchas entre los distintos partidos de la Corte que no hacían sino debilitar el poder de decisión y de acción de la monarquía. Por su condición de primado y cabeza de la Iglesia española era el único que podía crear consenso, aunar esfuerzos y encauzar la sucesión.

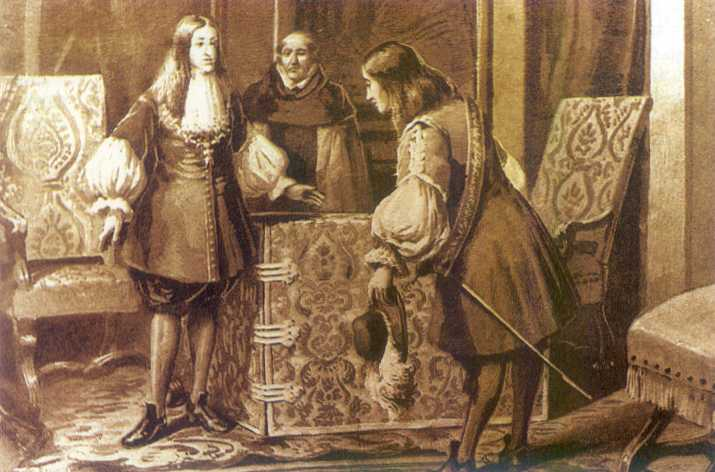
Grabado donde se representa la destitución del conde de Oropesa por parte del rey Carlos II tras el Motín de los Gatos de 1699.

Tras la muerte de José Fernando, el cardenal Portocarrero intentó construir un pacto altonobiliario que debía girar sobre dos puntos: la destitución del primer ministro conde de Oropesa y la formación de un nuevo Consejo de Estado. Como segundo punto, se debería conseguir un consenso sobre la sucesión que se basase en una serie de premisas: un testamento que fuese aceptado por todos, tanto en España como en Europa, y que se hiciese cumplir, desbaratar cualquier arreglo internacional acerca de la Sucesión que no tuviese en cuenta a España, impedir la división de la monarquía y evitar una guerra que manchase de sangre no solo a Europa sino también a la propia España.
Para acabar con Oropesa y su gobierno el cardenal Portocarrero dirigió diversos memoriales a Carlos II exponiendo la grave situación en que se encontraba la monarquía y señalando como culpables a la reina consorte y su camarilla alemana, así como al gobierno títere de Oropesa. Por otra parte el cardenal organizó un golpe de Estado que finalizó con el famoso Motín de los Gatos de abril de 1699 y la destitución del conde de Oropesa.
Tras el golpe de Estado Portocarrero remodeló el Consejo de Estado a su favor. A primeros de junio de 1699 se recibieron en el Consejo de Estado las noticias del tratado internacional de división de la monarquía, noticias acompañadas por una nueva recaída de Carlos II. Portocarrero y los suyos vieron llegado entonces el momento para imponer como sucesor al duque de Anjou, nieto de Luis XIV y la infanta María Teresa de Austria, hijo del gran delfín, así como bisnieto de la infanta Ana de Austria, mujer de Luis XIII e hija del rey Felipe III de España.
Las acciones diplomáticas internacionales instalaron al Consejo de Estado en una esquizofrenia ante las amenazas de desintegración de España. La primera gran decisión del nuevo gobierno tuvo lugar en la sesión del Consejo de Estado del 6 de junio de 1699. En esta reunión el tratado internacional de partición provocó fuertes censuras contra Luis XIV a quien se consideraba promotor de tales pactos. Aun así el cardenal Portocarrero y sus partidarios propusieron como candidato a la sucesión al duque de Anjou y promovieron la votación. La resolución de los votos fue favorable a los intereses de Portocarrero. Seguidamente el primado propuso trasladar al rey a El Escorial, más propicio para la salud del monarca debido a su clima, pero también con la intención de aislarlo, sin embargo, para julio Carlos II se había ya recuperado por lo que no se pudo aislar al rey quedando de esta forma en suspenso la firma y ratificación del testamento y del sucesor.

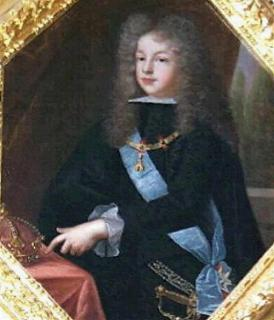
El Duque de Anjou vestido a la usanza española en un retrato anónimo francés ubicado en el Château de Saumur (h. 1700).

Para reforzar la presión contra el partido austracista y favorecer el control del rey se intensificaron las voces y rumores sobre los hechizos de Carlos II.
Con esta situación el cardenal Portocarrero pudo activar las negociaciones para gestionar un acuerdo de sucesión entre el duque de Anjou, Luis XIV, Mariana de Neoburgo y el conde de Harrach como representante del emperador. Tal acuerdo implicaba: a la reina consorte se le garantizaba una buena viudedad y el gobierno de la ciudad que ella eligiese; a Harrach se le propuso un aumento de las cuotas comerciales para el emperador, tanto en España como en Indias; mientras que al embajador francés Harcourt se le ofreció la sucesión íntegra, siempre que Luis XIV se comprometiese a no intervenir en España y que el duque de Anjou fuese un rey independiente de su abuelo.
Mientras todo esto sucedía Carlos II seguía negándose a realizar testamento, lo que generaba gran tensión tanto en España como en Europa. Con todo y mientras el rey siguiese con vida se mantendría una cierta calma. No obstante, a mediados de septiembre de 1700 Carlos II volvió a caer enfermo y a finales de mes ya no retenía ningún tipo de alimento, ni líquidos, ni medicinas. El día 28 se le administró la extremaunción.
En esta situación el Consejo de Estado acordó incrementar la actividad diplomática dando un claro mensaje de que pronto iba a haber un testamento y de que España lo haría cumplir aunque para ello fuese necesario implicar a toda Europa en una guerra. Por otro lado, se debía obligar al rey a firmar un testamento para presentarlo a toda Europa. Además, Portocarrero le hizo una viva exhortación para inclinarle a declarar heredero al duque de Anjou. El día 1 de octubre, el cardenal presentó el testamento al Consejo de Estado para su aprobación, tras lo cual se elevó una resolución al rey, el cual, pese a su gravedad, se resistió a firmar. No obstante, con las resoluciones del Consejo, Portocarrero entró en la cámara de Carlos II y le realizó la confesión, tras lo cual mandó que acudiesen otros religiosos Entre todos trataron de convencerle de que la sucesión en el duque de Anjou era lo mejor para la monarquía. Tras estas exhortaciones, el primado llamó a Antonio de Ubilla (secretario del Despacho Universal), a Manuel Arias (presidente del Consejo de Castilla), al duque de Medina Sidonia (presidente del Consejo de Aragón) y a Pedro Ronquillo (como secretario), todos los cuales obligaron a firmar al rey. Se había impuesto la solución más pragmática conforme a la situación interna, militar y geopolítica de España en relación con la Francia borbónica y con la inoperante alianza austríaca.
El propio cardenal Portocarrero informó a Luis XIV de la firma del testamento indicando que la Divina Providencia, que había dado a la Monarquía tan buen rey como era Carlos II:

(...) destina otro príncipe que restablecerá la España en su antiguo lustre [el duque de Anjou].

El 1 de noviembre de 1700, a las dos y tres cuartos de la tarde fallecía Carlos II. Ese mismo día se abrió el testamento en el que el monarca declaraba:

Reconociendo, conforme a diversas consultas de ministro de Estado y Justicia, que la razón en que se funda la renuncia de las señoras doña Ana y doña María Teresa, reinas de Francia, mi tía y mi hermana, a la sucesión de estos reinos, fue evitar el perjuicio de unirse a la Corona de Francia; y reconociendo que, viniendo a cesar este motivo fundamental, subsiste el derecho de la sucesión en el pariente más inmediato, conforme a las leyes de estos Reinos, y que hoy se verifica este caso en el hijo segundo del Delfín de Francia: por tanto, arreglándome a dichas leyes, declaro ser mi sucesor, en caso de que Dios me lleve sin dejar hijos, al Duque de Anjou, hijo segundo del Delfín, y como tal le llamo a la sucesión de todos mis Reinos y dominios, sin excepción de ninguna parte de ellos. Y mando y ordeno a todos mis súbditos y vasallos de todos mis Reinos y señoríos que en el caso referido de que Dios me lleve sin sucesión legítima le tengan y reconozcan por su rey y señor natural, y se le dé luego, y sin la menor dilación, la posesión actual, precediendo el juramento que debe hacer de observar las leyes, fueros y costumbres de dichos mis Reinos y señoríos.
Testamento de Carlos II

El nuevo rey Felipe V llegó a Madrid el 18 de febrero de 1701 entre el general alborozo del pueblo.
En un primer momento el testamento de Carlos II fue aceptado por las diversas cortes europeas excepto por Leopoldo I, hecho que hizo que la tensión militar fuese creciendo. La guerra estalló inicialmente en Italia pero pronto se extendió a toda Europa y las Indias, desencadenando la llamada Guerra de Sucesión Española.

## Ancestros
| \| \| \| \| \| \| \| \| \| \| \| \| \| \| \| \| \| \| \| \| 16. Guillermo V de Baviera \| \| \| \| \| \| \| \| \| \| \| \| \| \| \| \| \| \| \| \| \| \| \| \| \| \| \| \| \| \| \| \| \| \| \| \| \| \| \| \| \| \| \| \| \| \| \| \| \| \| \| \| \| \| 8. Maximiliano I, duque y elector de Baviera \| \| \| \| \| \| \| \| \| \| \| \| \| \| \| \| \| \| \| \| \| \| \| \| \| \| \| \| \| \| \| \| \| \| \| \| \| \| \| \| \| \| \| \| \| \| \| \| \| \| \| \| \| \| 17. Duquesa Renata de Baviera \| \| \| \| \| \| \| \| \| \| \| \| \| \| \| \| \| \| \| \| \| \| \| \| \| \| \| \| \| \| \| \| \| \| \| \| \| \| \| \| \| \| \| \| \| \| \| \| \| \| \| \| \| \| 4. Elector Fernando María de Baviera \| \| \| \| \| \| \| \| \| \| \| \| \| \| \| \| \| \| \| \| \| \| \| \| \| \| \| \| \| \| \| \| \| \| \| \| \| \| \| \| \| \| \| \| \| \| \| \| \| \| \| \| \| \| 18. Fernando II de Alemania (= #24) \| \| \| \| \| \| \| \| \| \| \| \| \| \| \| \| \| \| \| \| \| \| \| \| \| \| \| \| \| \| \| \| \| \| \| \| \| \| \| \| \| \| \| \| \| \| \| \| \| \| \| \| \| \| 9. Archiduquesa Maria Ana de Austria \| \| \| \| \| \| \| \| \| \| \| \| \| \| \| \| \| \| \| \| \| \| \| \| \| \| \| \| \| \| \| \| \| \| \| \| \| \| \| \| \| \| \| \| \| \| \| \| \| \| \| \| \| \| 19. Emperatriz María Ana de Baviera (= #25) \| \| \| \| \| \| \| \| \| \| \| \| \| \| \| \| \| \| \| \| \| \| \| \| \| \| \| \| \| \| \| \| \| \| \| \| \| \| \| \| \| \| \| \| \| \| \| \| \| \| \| \| \| \| 2. Elector de Baviera Maximiliano II Manuel \| \| \| \| \| \| \| \| \| \| \| \| \| \| \| \| \| \| \| \| \| \| \| \| \| \| \| \| \| \| \| \| \| \| \| \| \| \| \| \| \| \| \| \| \| \| \| \| \| \| \| \| \| \| 20. Duque Carlos Manuel I de Saboya \| \| \| \| \| \| \| \| \| \| \| \| \| \| \| \| \| \| \| \| \| \| \| \| \| \| \| \| \| \| \| \| \| \| \| \| \| \| \| \| \| \| \| \| \| \| \| \| \| \| \| \| \| \| 10. Duque Victor Amadeo I de Saboya \| \| \| \| \| \| \| \| \| \| \| \| \| \| \| \| \| \| \| \| \| \| \| \| \| \| \| \| \| \| \| \| \| \| \| \| \| \| \| \| \| \| \| \| \| \| \| \| \| \| \| \| \| \| 21. Infanta Caterina Micaela de España \| \| \| \| \| \| \| \| \| \| \| \| \| \| \| \| \| \| \| \| \| \| \| \| \| \| \| \| \| \| \| \| \| \| \| \| \| \| \| \| \| \| \| \| \| \| \| \| \| \| \| \| \| \| 5. Princesa Enriqueta Adelaida de Saboya \| \| \| \| \| \| \| \| \| \| \| \| \| \| \| \| \| \| \| \| \| \| \| \| \| \| \| \| \| \| \| \| \| \| \| \| \| \| \| \| \| \| \| \| \| \| \| \| \| \| \| \| \| \| 22. Enrique IV de Francia \| \| \| \| \| \| \| \| \| \| \| \| \| \| \| \| \| \| \| \| \| \| \| \| \| \| \| \| \| \| \| \| \| \| \| \| \| \| \| \| \| \| \| \| \| \| \| \| \| \| \| \| \| \| 11. Princesa Cristina de Francia \| \| \| \| \| \| \| \| \| \| \| \| \| \| \| \| \| \| \| \| \| \| \| \| \| \| \| \| \| \| \| \| \| \| \| \| \| \| \| \| \| \| \| \| \| \| \| \| \| \| \| \| \| \| 23. Reina Maria de Francia \| \| \| \| \| \| \| \| \| \| \| \| \| \| \| \| \| \| \| \| \| \| \| \| \| \| \| \| \| \| \| \| \| \| \| \| \| \| \| \| \| \| \| \| \| \| \| \| \| \| \| \| \| \| 1. José Fernando de Baviera \| \| \| \| \| \| \| \| \| \| \| \| \| \| \| \| \| \| \| \| \| \| \| \| \| \| \| \| \| \| \| \| \| \| \| \| \| \| \| \| \| \| \| \| \| \| \| \| \| \| \| \| \| \| 24. Fernando II de Alemania (= #18) \| \| \| \| \| \| \| \| \| \| \| \| \| \| \| \| \| \| \| \| \| \| \| \| \| \| \| \| \| \| \| \| \| \| \| \| \| \| \| \| \| \| \| \| \| \| \| \| \| \| \| \| \| \| 12. Fernando III de Alemania (= #30) \| \| \| \| \| \| \| \| \| \| \| \| \| \| \| \| \| \| \| \| \| \| \| \| \| \| \| \| \| \| \| \| \| \| \| \| \| \| \| \| \| \| \| \| \| \| \| \| \| \| \| \| \| \| 25. Reina María Ana de Baviera (= #19) \| \| \| \| \| \| \| \| \| \| \| \| \| \| \| \| \| \| \| \| \| \| \| \| \| \| \| \| \| \| \| \| \| \| \| \| \| \| \| \| \| \| \| \| \| \| \| \| \| \| \| \| \| \| 6. Leopoldo I de Alemania \| \| \| \| \| \| \| \| \| \| \| \| \| \| \| \| \| \| \| \| \| \| \| \| \| \| \| \| \| \| \| \| \| \| \| \| \| \| \| \| \| \| \| \| \| \| \| \| \| \| \| \| \| \| 26. Felipe III de España (= #28) \| \| \| \| \| \| \| \| \| \| \| \| \| \| \| \| \| \| \| \| \| \| \| \| \| \| \| \| \| \| \| \| \| \| \| \| \| \| \| \| \| \| \| \| \| \| \| \| \| \| \| \| \| \| 13. Archiduquesa María Ana de Austria (= #31) \| \| \| \| \| \| \| \| \| \| \| \| \| \| \| \| \| \| \| \| \| \| \| \| \| \| \| \| \| \| \| \| \| \| \| \| \| \| \| \| \| \| \| \| \| \| \| \| \| \| \| \| \| \| 27. Reina Margarita de Austria (= #29) \| \| \| \| \| \| \| \| \| \| \| \| \| \| \| \| \| \| \| \| \| \| \| \| \| \| \| \| \| \| \| \| \| \| \| \| \| \| \| \| \| \| \| \| \| \| \| \| \| \| \| \| \| \| 3. Archiduquesa María Antonia de Austria \| \| \| \| \| \| \| \| \| \| \| \| \| \| \| \| \| \| \| \| \| \| \| \| \| \| \| \| \| \| \| \| \| \| \| \| \| \| \| \| \| \| \| \| \| \| \| \| \| \| \| \| \| \| 28. Felipe III de España (= #26) \| \| \| \| \| \| \| \| \| \| \| \| \| \| \| \| \| \| \| \| \| \| \| \| \| \| \| \| \| \| \| \| \| \| \| \| \| \| \| \| \| \| \| \| \| \| \| \| \| \| \| \| \| \| 14. Felipe IV de España \| \| \| \| \| \| \| \| \| \| \| \| \| \| \| \| \| \| \| \| \| \| \| \| \| \| \| \| \| \| \| \| \| \| \| \| \| \| \| \| \| \| \| \| \| \| \| \| \| \| \| \| \| \| 29. Archiduquesa Margarita de Austria (= #27) \| \| \| \| \| \| \| \| \| \| \| \| \| \| \| \| \| \| \| \| \| \| \| \| \| \| \| \| \| \| \| \| \| \| \| \| \| \| \| \| \| \| \| \| \| \| \| \| \| \| \| \| \| \| 7. Archiduquesa Margarita de Austria \| \| \| \| \| \| \| \| \| \| \| \| \| \| \| \| \| \| \| \| \| \| \| \| \| \| \| \| \| \| \| \| \| \| \| \| \| \| \| \| \| \| \| \| \| \| \| \| \| \| \| \| \| \| 30. Fernando III de Alemania (= #12) \| \| \| \| \| \| \| \| \| \| \| \| \| \| \| \| \| \| \| \| \| \| \| \| \| \| \| \| \| \| \| \| \| \| \| \| \| \| \| \| \| \| \| \| \| \| \| \| \| \| \| \| \| \| 15. Mariana de Austria \| \| \| \| \| \| \| \| \| \| \| \| \| \| \| \| \| \| \| \| \| \| \| \| \| \| \| \| \| \| \| \| \| \| \| \| \| \| \| \| \| \| \| \| \| \| \| \| \| \| \| \| \| \| 31. Emperatriz María Ana de Austria (= #13) \| \| \| \| \| \| \| \| \| \| \| \| \| \| \| \| \| \| \| \| \| \| \| \| \| \| \| \| \| \| \| \| \| \| \| \| \| \| \| \| \| \| \| \| \| \| \| \| \| \| \| \| |                                               |  |  |  |  |  |  |  |  |  |  |  |  |  |  |  |
| |                                               |  |  |  |  |  |  |  |  |  |  |  |  |  |  |  |
| | 16. Guillermo V de Baviera                    |  |  |  |  |  |  |  |  |  |  |  |  |  |  |  |
| |                                               |  |  |  |  |  |  |  |  |  |  |  |  |  |  |  |
| |                                               |  |  |  |  |  |  |  |  |  |  |  |  |  |  |  |
| | 8. Maximiliano I, duque y elector de Baviera  |  |  |  |  |  |  |  |  |  |  |  |  |  |  |  |
| |                                               |  |  |  |  |  |  |  |  |  |  |  |  |  |  |  |
| |                                               |  |  |  |  |  |  |  |  |  |  |  |  |  |  |  |
| | 17. Duquesa Renata de Baviera                 |  |  |  |  |  |  |  |  |  |  |  |  |  |  |  |
| |                                               |  |  |  |  |  |  |  |  |  |  |  |  |  |  |  |
| |                                               |  |  |  |  |  |  |  |  |  |  |  |  |  |  |  |
| | 4. Elector Fernando María de Baviera          |  |  |  |  |  |  |  |  |  |  |  |  |  |  |  |
| |                                               |  |  |  |  |  |  |  |  |  |  |  |  |  |  |  |
| |                                               |  |  |  |  |  |  |  |  |  |  |  |  |  |  |  |
| | 18. Fernando II de Alemania (= #24)           |  |  |  |  |  |  |  |  |  |  |  |  |  |  |  |
| |                                               |  |  |  |  |  |  |  |  |  |  |  |  |  |  |  |
| |                                               |  |  |  |  |  |  |  |  |  |  |  |  |  |  |  |
| | 9. Archiduquesa Maria Ana de Austria          |  |  |  |  |  |  |  |  |  |  |  |  |  |  |  |
| |                                               |  |  |  |  |  |  |  |  |  |  |  |  |  |  |  |
| |                                               |  |  |  |  |  |  |  |  |  |  |  |  |  |  |  |
| | 19. Emperatriz María Ana de Baviera (= #25)   |  |  |  |  |  |  |  |  |  |  |  |  |  |  |  |
| |                                               |  |  |  |  |  |  |  |  |  |  |  |  |  |  |  |
| |                                               |  |  |  |  |  |  |  |  |  |  |  |  |  |  |  |
| | 2. Elector de Baviera Maximiliano II Manuel   |  |  |  |  |  |  |  |  |  |  |  |  |  |  |  |
| |                                               |  |  |  |  |  |  |  |  |  |  |  |  |  |  |  |
| |                                               |  |  |  |  |  |  |  |  |  |  |  |  |  |  |  |
| | 20. Duque Carlos Manuel I de Saboya           |  |  |  |  |  |  |  |  |  |  |  |  |  |  |  |
| |                                               |  |  |  |  |  |  |  |  |  |  |  |  |  |  |  |
| |                                               |  |  |  |  |  |  |  |  |  |  |  |  |  |  |  |
| | 10. Duque Victor Amadeo I de Saboya           |  |  |  |  |  |  |  |  |  |  |  |  |  |  |  |
| |                                               |  |  |  |  |  |  |  |  |  |  |  |  |  |  |  |
| |                                               |  |  |  |  |  |  |  |  |  |  |  |  |  |  |  |
| | 21. Infanta Caterina Micaela de España        |  |  |  |  |  |  |  |  |  |  |  |  |  |  |  |
| |                                               |  |  |  |  |  |  |  |  |  |  |  |  |  |  |  |
| |                                               |  |  |  |  |  |  |  |  |  |  |  |  |  |  |  |
| | 5. Princesa Enriqueta Adelaida de Saboya      |  |  |  |  |  |  |  |  |  |  |  |  |  |  |  |
| |                                               |  |  |  |  |  |  |  |  |  |  |  |  |  |  |  |
| |                                               |  |  |  |  |  |  |  |  |  |  |  |  |  |  |  |
| | 22. Enrique IV de Francia                     |  |  |  |  |  |  |  |  |  |  |  |  |  |  |  |
| |                                               |  |  |  |  |  |  |  |  |  |  |  |  |  |  |  |
| |                                               |  |  |  |  |  |  |  |  |  |  |  |  |  |  |  |
| | 11. Princesa Cristina de Francia              |  |  |  |  |  |  |  |  |  |  |  |  |  |  |  |
| |                                               |  |  |  |  |  |  |  |  |  |  |  |  |  |  |  |
| |                                               |  |  |  |  |  |  |  |  |  |  |  |  |  |  |  |
| | 23. Reina Maria de Francia                    |  |  |  |  |  |  |  |  |  |  |  |  |  |  |  |
| |                                               |  |  |  |  |  |  |  |  |  |  |  |  |  |  |  |
| |                                               |  |  |  |  |  |  |  |  |  |  |  |  |  |  |  |
| | 1. José Fernando de Baviera                   |  |  |  |  |  |  |  |  |  |  |  |  |  |  |  |
| |                                               |  |  |  |  |  |  |  |  |  |  |  |  |  |  |  |
| |                                               |  |  |  |  |  |  |  |  |  |  |  |  |  |  |  |
| | 24. Fernando II de Alemania (= #18)           |  |  |  |  |  |  |  |  |  |  |  |  |  |  |  |
| |                                               |  |  |  |  |  |  |  |  |  |  |  |  |  |  |  |
| |                                               |  |  |  |  |  |  |  |  |  |  |  |  |  |  |  |
| | 12. Fernando III de Alemania (= #30)          |  |  |  |  |  |  |  |  |  |  |  |  |  |  |  |
| |                                               |  |  |  |  |  |  |  |  |  |  |  |  |  |  |  |
| |                                               |  |  |  |  |  |  |  |  |  |  |  |  |  |  |  |
| | 25. Reina María Ana de Baviera (= #19)        |  |  |  |  |  |  |  |  |  |  |  |  |  |  |  |
| |                                               |  |  |  |  |  |  |  |  |  |  |  |  |  |  |  |
| |                                               |  |  |  |  |  |  |  |  |  |  |  |  |  |  |  |
| | 6. Leopoldo I de Alemania                     |  |  |  |  |  |  |  |  |  |  |  |  |  |  |  |
| |                                               |  |  |  |  |  |  |  |  |  |  |  |  |  |  |  |
| |                                               |  |  |  |  |  |  |  |  |  |  |  |  |  |  |  |
| | 26. Felipe III de España (= #28)              |  |  |  |  |  |  |  |  |  |  |  |  |  |  |  |
| |                                               |  |  |  |  |  |  |  |  |  |  |  |  |  |  |  |
| |                                               |  |  |  |  |  |  |  |  |  |  |  |  |  |  |  |
| | 13. Archiduquesa María Ana de Austria (= #31) |  |  |  |  |  |  |  |  |  |  |  |  |  |  |  |
| |                                               |  |  |  |  |  |  |  |  |  |  |  |  |  |  |  |
| |                                               |  |  |  |  |  |  |  |  |  |  |  |  |  |  |  |
| | 27. Reina Margarita de Austria (= #29)        |  |  |  |  |  |  |  |  |  |  |  |  |  |  |  |
| |                                               |  |  |  |  |  |  |  |  |  |  |  |  |  |  |  |
| |                                               |  |  |  |  |  |  |  |  |  |  |  |  |  |  |  |
| | 3. Archiduquesa María Antonia de Austria      |  |  |  |  |  |  |  |  |  |  |  |  |  |  |  |
| |                                               |  |  |  |  |  |  |  |  |  |  |  |  |  |  |  |
| |                                               |  |  |  |  |  |  |  |  |  |  |  |  |  |  |  |
| | 28. Felipe III de España (= #26)              |  |  |  |  |  |  |  |  |  |  |  |  |  |  |  |
| |                                               |  |  |  |  |  |  |  |  |  |  |  |  |  |  |  |
| |                                               |  |  |  |  |  |  |  |  |  |  |  |  |  |  |  |
| | 14. Felipe IV de España                       |  |  |  |  |  |  |  |  |  |  |  |  |  |  |  |
| |                                               |  |  |  |  |  |  |  |  |  |  |  |  |  |  |  |
| |                                               |  |  |  |  |  |  |  |  |  |  |  |  |  |  |  |
| | 29. Archiduquesa Margarita de Austria (= #27) |  |  |  |  |  |  |  |  |  |  |  |  |  |  |  |
| |                                               |  |  |  |  |  |  |  |  |  |  |  |  |  |  |  |
| |                                               |  |  |  |  |  |  |  |  |  |  |  |  |  |  |  |
| | 7. Archiduquesa Margarita de Austria          |  |  |  |  |  |  |  |  |  |  |  |  |  |  |  |
| |                                               |  |  |  |  |  |  |  |  |  |  |  |  |  |  |  |
| |                                               |  |  |  |  |  |  |  |  |  |  |  |  |  |  |  |
| | 30. Fernando III de Alemania (= #12)          |  |  |  |  |  |  |  |  |  |  |  |  |  |  |  |
| |                                               |  |  |  |  |  |  |  |  |  |  |  |  |  |  |  |
| |                                               |  |  |  |  |  |  |  |  |  |  |  |  |  |  |  |
| | 15. Mariana de Austria                        |  |  |  |  |  |  |  |  |  |  |  |  |  |  |  |
| |                                               |  |  |  |  |  |  |  |  |  |  |  |  |  |  |  |
| |                                               |  |  |  |  |  |  |  |  |  |  |  |  |  |  |  |
| | 31. Emperatriz María Ana de Austria (= #13)   |  |  |  |  |  |  |  |  |  |  |  |  |  |  |  |
| |                                               |  |  |  |  |  |  |  |  |  |  |  |  |  |  |  |
| |                                               |  |  |  |  |  |  |  |  |  |  |  |  |  |  |  |